# Großsteingrab Elling
Das Großsteingrab Elling war eine megalithische Grabanlage der jungsteinzeitlichen Nordgruppe der Trichterbecherkultur im Kirchspiel Torup in der dänischen Kommune Halsnæs. Es wurde im 19. Jahrhundert zerstört.

## Lage
Das Grab lag westlich von Frederiksværk und nördlich des Hofs Ellingegård auf einem Feld. In der näheren Umgebung gibt bzw. gab es zahlreiche weitere megalithische Grabanlagen.

## Forschungsgeschichte
Im Jahr 1887 führten Mitarbeiter des Dänischen Nationalmuseums eine Dokumentation der Fundstelle durch. Zu dieser Zeit waren keine baulichen Überreste mehr auszumachen.

## Beschreibung
Die Anlage besaß vermutlich eine Hügelschüttung, über die aber nichts bekannt ist. Die Anlage besaß zwei Grabkammern, deren Maße, Orientung und Typ unbekannt sind.